# Khủng hoảng chính trị Ba Lan 1968
Khủng hoảng chính trị Ba Lan 1968, ở Ba Lan còn gọi là March 1968, Tháng ba Sinh viên hay Sự kiện Tháng ba (tiếng Ba Lan: Marzec 1968; studencki Marzec; wydarzenia marcowe), là một loạt các cuộc biểu tình của sinh viên, trí thức và các cuộc biểu tình khác chống lại đảng cầm quyền là Đảng Công nhân Thống nhất Ba Lan (PZPR) ở Cộng hòa Nhân dân Ba Lan. Lực lượng an ninh sau đó đã đàn áp các cuộc đình công của sinh viên ở tất cả các trung tâm học thuật lớn trên cả nước và sau đó đàn áp phong trào bất đồng chính kiến ở Ba Lan. Nó cũng đi kèm với tình trạng di cư hàng loạt sau một chiến dịch bài Do Thái dưới danh nghĩa "chống chủ nghĩa phục quốc Do Thái". do Bộ trưởng Bộ nội vụ, Tướng Mieczysław Moczar, tiến hành với sự chấp thuận của Bí thư thứ nhất Władysław Gomułka của PZPR. Các cuộc biểu tình diễn ra đồng thời với với các sự kiện của Mùa xuân Praha ở nước láng giềng Tiệp Khắc, mở ra những hy vọng mới về cải cách dân chủ trong giới trí thức. Tình trạng bất ổn ở Tiệp Khắc lên đến đỉnh điểm khi Khối Warszawa tấn công Tiệp Khắc vào ngày 20 tháng 8 năm 1968.
Chiến dịch chống chủ nghĩa phục quốc Do Thái bắt đầu vào năm 1967 và được thực hiện cùng với việc Liên Xô cắt đứt toàn bộ quan hệ ngoại giao với Israel sau Chiến tranh Sáu Ngày. Tuy nhiên, chiến dịch này cũng liên quan đến cuộc tranh giành quyền lực trong chính nội bộ PZPR. Các cuộc thanh trừng tiếp theo trong đảng cầm quyền do phe của Moczar lãnh đạo đã không lật đổ được chính phủ của Gomułka, nhưng dẫn đến việc hàng nghìn người cộng sản gốc Do Thái phải chạy trốn lưu vong ra khỏi Ba Lan, bao gồm các chuyên gia, quan chức đảng và các viên chức cảnh sát mật do Joseph Stalin bổ nhiệm sau Chiến tranh thế giới thứ hai. Trong những màn thể hiện sự ủng hộ công khai được dàn dựng cẩn thận, các công nhân nhà máy trên khắp Ba Lan đã tập hợp lại để công khai tố cáo chủ nghĩa phục quốc Do Thái. Ít nhất 13.000 người Ba Lan gốc Do Thái đã rời nước này vào những năm 1968–72 do bị sa thải và nhiều hình thức quấy rối khác.